# BJ Telefoni Lima
BJ Telefoni Lima (ur. 23 lipca 1999) – samoański rugbysta i dziennikarz sportowy, reprezentant kraju w rugby 7, olimpijczyk z Paryża 2024.

## Kariera
Jako junior grał w reprezentacji Samoa w rugby 15-osobowym w kategorii U23.
W reprezentacji Samoa w rugby 7 zadebiutował podczas World Sevens Series w 2023. Z reprezentacją wziął udział w Igrzyskach Olimpijskich w Paryżu w 2024.

## Życie prywatne
Syn Briana Limy – reprezentanta Samoa w rugby 15-osobowym, a następnie trenera reprezentacji Samoa w rugby 7 mężczyzn.
BJ Telefoni Lima ukończył studia na kierunku biznes, księgowość i zarządzanie strategiczne na Uniwersytecie Waikato w Nowej Zelandii. Pracował jako dziennikarz sportowy zajmujący się tematyką rugby dla Samoa Global News.